# Paris Saint-Germain in het seizoen 1999/00
Dit artikel beschrijft de prestaties van de Franse voetbalclub Paris Saint-Germain in het seizoen 1999–2000.

## Spelerskern
| Nr.           | Naam                 | Nationaliteit | Geboortedatum | Vorige club           |
| ------------- | -------------------- | ------------- | ------------- | --------------------- |
| Keepers       |                      |               |               |                       |
| 1             | Bernard Lama         | Frankrijk     | 07-04-1963    | West Ham United       |
| 16            | Dominique Casagrande | Frankrijk     | 08-05-1971    | Sevilla               |
| 30            | Laurent Quievreux    | Frankrijk     | 10-03-1979    | /                     |
| Verdedigers   |                      |               |               |                       |
| 3             | Nicolas Laspalles    | Frankrijk     | 27-11-1971    | EA Guingamp           |
| 4             | Talal El Karkouri    | Marokko       | 08-07-1976    | Raja Casablanca       |
| 5             | César Belli          | Brazilië      | 16-11-1975    | Portuguesa            |
| 6             | Godwin Okpara        | Nigeria       | 20-09-1972    | RC Strasbourg         |
| 15            | Éric Rabésandratana  | Frankrijk     | 18-09-1972    | AS Nancy              |
| 17            | Jimmy Algerino       | Frankrijk     | 28-10-1971    | LB Châteauroux        |
| 25            | Grégory Paisley      | Frankrijk     | 07-05-1977    | /                     |
| 26            | Aliou Cissé          | Senegal       | 24-03-1976    | CS Sedan              |
| Middenvelders |                      |               |               |                       |
| 4             | Bruno Carotti        | Frankrijk     | 30-09-1972    | FC Nantes             |
| 8             | Jérôme Leroy         | Frankrijk     | 04-11-1974    | /                     |
| 9             | Ali Benarbia         | Algerije      | 08-10-1968    | Girondins de Bordeaux |
| 10            | Jay-Jay Okocha       | Nigeria       | 05-08-1972    | Fenerbahçe            |
| 18            | Edvin Murati         | Albanië       | 12-11-1975    | Fortuna Düsseldorf    |
| 20            | Édouard Cissé        | Frankrijk     | 30-03-1978    | Stade Rennes          |
| 22            | Igor Yanovski        | Rusland       | 03-08-1974    | Alania Vladikavkaz    |
| 23            | Pierre Ducrocq       | Frankrijk     | 18-12-1976    | /                     |
| 28            | Fabrice Abriel       | Frankrijk     | 06-07-1979    | /                     |
| Aanvallers    |                      |               |               |                       |
| 7             | Christian            | Brazilië      | 23-04-1975    | Internacional         |
| 8             | Kaba Diawara         | Guinee        | 16-12-1975    | Olympique Marseille   |
| 11            | Laurent Robert       | Frankrijk     | 06-02-1975    | Montpellier HSC       |
| 19            | Laurent Leroy        | Frankrijk     | 16-04-1976    | AS Cannes             |
| 24            | Mickaël Madar        | Frankrijk     | 08-05-1968    | Everton               |

- = Aanvoerder

### Technische staf
|                      |                          |               |
| Functie              | Naam                     | Nationaliteit |
| Trainer              | Philippe Bergeroo (foto) | Frankrijk     |
| Assistent-trainer    | Nambatingue Toko         | Tsjaad        |
| Fysiektrainer        | Jean-Claude Perrin       | Frankrijk     |
| Sportief coördinator | Guy Adam                 | Frankrijk     |
| Kiné                 | Joël Le Hir              | Frankrijk     |
| Teamdokter           | Francis Lepage           | Frankrijk     |

## Resultaten
Een overzicht van de competities waaraan Paris Saint-Germain in het seizoen 1999–2000 deelnam. 
| Division 1   | Coupe de France | Coupe de la Ligue   |
| ------------ | --------------- | ------------------- |
|              |                 |                     |
| Vicekampioen | 1/8 finale      | Verliezend finalist |

## Uitrustingen
Shirtsponsor(s): Opel

Sportmerk: Nike
| Thuis | Uit | Doelman | Doelman | Doelman |

## Transfers

### Zomer
| Naam              | Nationaliteit | Van/naar              | Type       |
| ----------------- | ------------- | --------------------- | ---------- |
| Inkomend          |               |                       |            |
| Ali Benarbia      | Algerije      | Girondins de Bordeaux | Gekocht    |
| César Belli       | Brazilië      | Portuguesa            | Gekocht    |
| Christian         | Brazilië      | Internacional         | Gekocht    |
| Godwin Okpara     | Nigeria       | RC Strasbourg         | Gekocht    |
| Laurent Robert    | Frankrijk     | Montpellier HSC       | Gekocht    |
| Édouard Cissé     | Frankrijk     | Stade Rennes          | Einde huur |
| Nicolas Laspalles | Frankrijk     | RC Lens               | Einde huur |
| Laurent Leroy     | Frankrijk     | Servette FC           | Einde huur |
| Edvin Murati      | Albanië       | Fortuna Düsseldorf    | Einde huur |
| Uitgaand          |               |                       |            |
| Adaílton          | Brazilië      | União de Lamas        | Einde huur |
| Ange Oueifio      | Frankrijk     | FC Denderleeuw        | Verkocht   |
| Francis Llacer    | Frankrijk     | Saint-Étienne         | Verkocht   |
| Alain Goma        | Frankrijk     | Newcastle United      | Verkocht   |
| Yann Lachuer      | Frankrijk     | SC Bastia             | Verkocht   |
| Hélder Baptista   | Portugal      | Rayo Vallecano        | Verkocht   |
| Marco Simone      | Italië        | AS Monaco             | Verkocht   |
| Christian Wörns   | Duitsland     | Borussia Dortmund     | Verkocht   |
| Fabrice Kelban    | Frankrijk     | US Créteil            | Huur       |
| Bruno Rodriguez   | Frankrijk     | Bradford City         | Huur       |

### Winter
| Naam              | Nationaliteit | Van/naar            | Type       |
| ----------------- | ------------- | ------------------- | ---------- |
| Inkomend          |               |                     |            |
| Talal El Karkouri | Marokko       | Raja Casablanca     | Gekocht    |
| Kaba Diawara      | Guinee        | Olympique Marseille | Gekocht    |
| Bruno Rodriguez   | Frankrijk     | Bradford City       | Einde huur |
| Uitgaand          |               |                     |            |
| Bruno Rodriguez   | Frankrijk     | RC Lens             | Verkocht   |
| Xavier Gravelaine | Frankrijk     | Watford FC          | Verkocht   |
| Jérôme Leroy      | Frankrijk     | Olympique Marseille | Verkocht   |
| Bruno Carotti     | Frankrijk     | Saint-Étienne       | Huur       |

## Division 1

### Overzicht resultaten
| Speeldag  | 1 | 2 | 3 | 4  | 5  | 6  | 7  | 8  | 9  | 10 | 11 | 12 | 13 | 14 | 15 | 16 | 17 | 18 | 19 | 20 | 21 | 22 | 23 | 24 | 25 | 26 | 27 | 28 | 29 | 30 | 31 | 32 | 33 | 34 |
| --------- | - | - | - | -- | -- | -- | -- | -- | -- | -- | -- | -- | -- | -- | -- | -- | -- | -- | -- | -- | -- | -- | -- | -- | -- | -- | -- | -- | -- | -- | -- | -- | -- | -- |
| Resultaat | w | w | w | g  | v  | w  | g  | v  | w  | v  | g  | w  | v  | w  | v  | w  | w  | w  | w  | v  | g  | g  | w  | v  | g  | v  | g  | g  | w  | g  | w  | w  | w  | g  |
| Punten    | 3 | 6 | 9 | 10 | 10 | 13 | 14 | 14 | 17 | 17 | 18 | 21 | 21 | 24 | 24 | 27 | 30 | 33 | 36 | 36 | 37 | 38 | 41 | 41 | 42 | 42 | 43 | 44 | 47 | 48 | 51 | 54 | 57 | 58 |
| Positie   | 6 | 1 | 1 | 1  | 2  | 1  | 2  | 4  | 2  | 5  | 5  | 5  | 5  | 4  | 4  | 4  | 3  | 2  | 2  | 3  | 3  | 2  | 2  | 3  | 2  | 2  | 3  | 3  | 3  | 3  | 3  | 2  | 2  | 2  |

### Klassement
| Pos. | Club                  | GW | W  | G  | V  | DV | DT | DS  | Ptn | Kwalificatie/Degradatie    |
| ---- | --------------------- | -- | -- | -- | -- | -- | -- | --- | --- | -------------------------- |
| 1.   | AS Monaco (K)         | 34 | 20 | 5  | 9  | 69 | 38 | +31 | 65  | UEFA Champions League      |
| 2.   | Paris Saint-Germain   | 34 | 16 | 10 | 8  | 54 | 40 | +14 | 58  | UEFA Champions League      |
| 3.   | Olympique Lyon        | 34 | 16 | 8  | 10 | 45 | 42 | +3  | 56  | UEFA Champions League      |
| 4.   | Girondins de Bordeaux | 34 | 15 | 9  | 10 | 52 | 40 | +12 | 54  | UEFA Cup                   |
| 5.   | RC Lens               | 34 | 14 | 7  | 13 | 42 | 41 | +1  | 49  |                            |
| 6.   | Saint-Étienne         | 34 | 13 | 9  | 12 | 46 | 47 | –1  | 48  |                            |
| 7.   | CS Sedan              | 34 | 13 | 9  | 12 | 43 | 44 | –1  | 48  |                            |
| 8.   | AJ Auxerre            | 34 | 13 | 8  | 13 | 37 | 39 | –2  | 47  | UEFA Intertoto Cup         |
| 9.   | RC Strasbourg         | 34 | 13 | 7  | 14 | 42 | 52 | –10 | 46  |                            |
| 10.  | SC Bastia             | 34 | 11 | 12 | 11 | 43 | 39 | +4  | 45  |                            |
| 11.  | FC Metz               | 34 | 9  | 17 | 8  | 38 | 33 | +5  | 44  |                            |
| 12.  | FC Nantes             | 34 | 12 | 7  | 15 | 39 | 40 | –1  | 43  | UEFA Cup                   |
| 13.  | Stade Rennes          | 34 | 12 | 7  | 15 | 44 | 48 | –4  | 43  |                            |
| 14.  | Troyes AC             | 34 | 13 | 4  | 17 | 36 | 52 | –16 | 43  |                            |
| 15.  | Olympique Marseille   | 34 | 9  | 15 | 10 | 45 | 45 | 0   | 42  |                            |
| 16.  | AS Nancy              | 34 | 11 | 9  | 14 | 43 | 45 | –2  | 42  | Degradatie naar Division 2 |
| 17.  | Le Havre              | 34 | 9  | 7  | 18 | 30 | 52 | –22 | 34  | Degradatie naar Division 2 |
| 18.  | Montpellier HSC       | 34 | 7  | 10 | 17 | 39 | 50 | –11 | 31  | Degradatie naar Division 2 |

## Coupe de France
- 1/32 finale: Limoges FC (IV) - Paris Saint-Germain (3–4)
- 1/16 finale: Baume-les-Dames (V) - Paris Saint-Germain (0–2)
- 1/8 finale: RC Strasbourg - Paris Saint-Germain (1–0)

## Coupe de la Ligue
- 1/16 finale: Paris Saint-Germain - US Créteil-Lusitanos (II) (4–3)
- 1/8 finale: LB Châteauroux (II) - Paris Saint-Germain (0–1)
- Kwartfinale: Paris Saint-Germain - AS Nancy (3–0)
- Halve finale: Paris Saint-Germain - SC Bastia (4–2)
- Finale: Paris Saint-Germain - FC Gueugnon (II) (0–2)

## Afbeeldingen

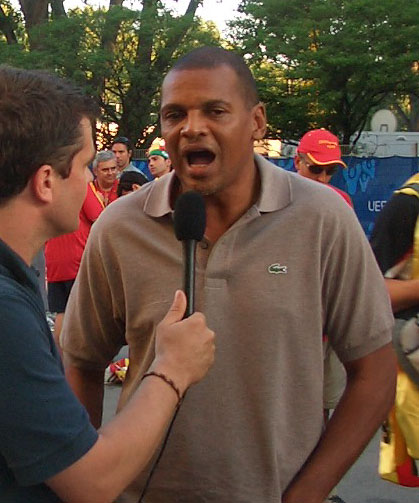
Bernard Lama (doelman)
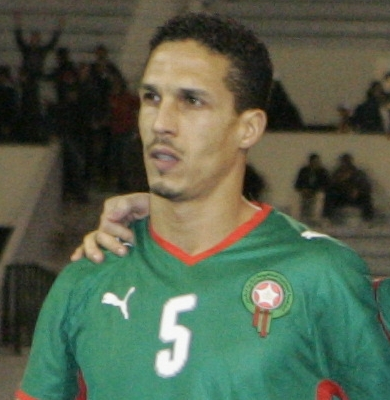
Talal El Karkouri (verdediger)
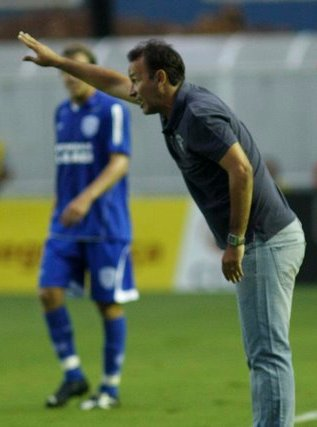
César Belli (verdediger)
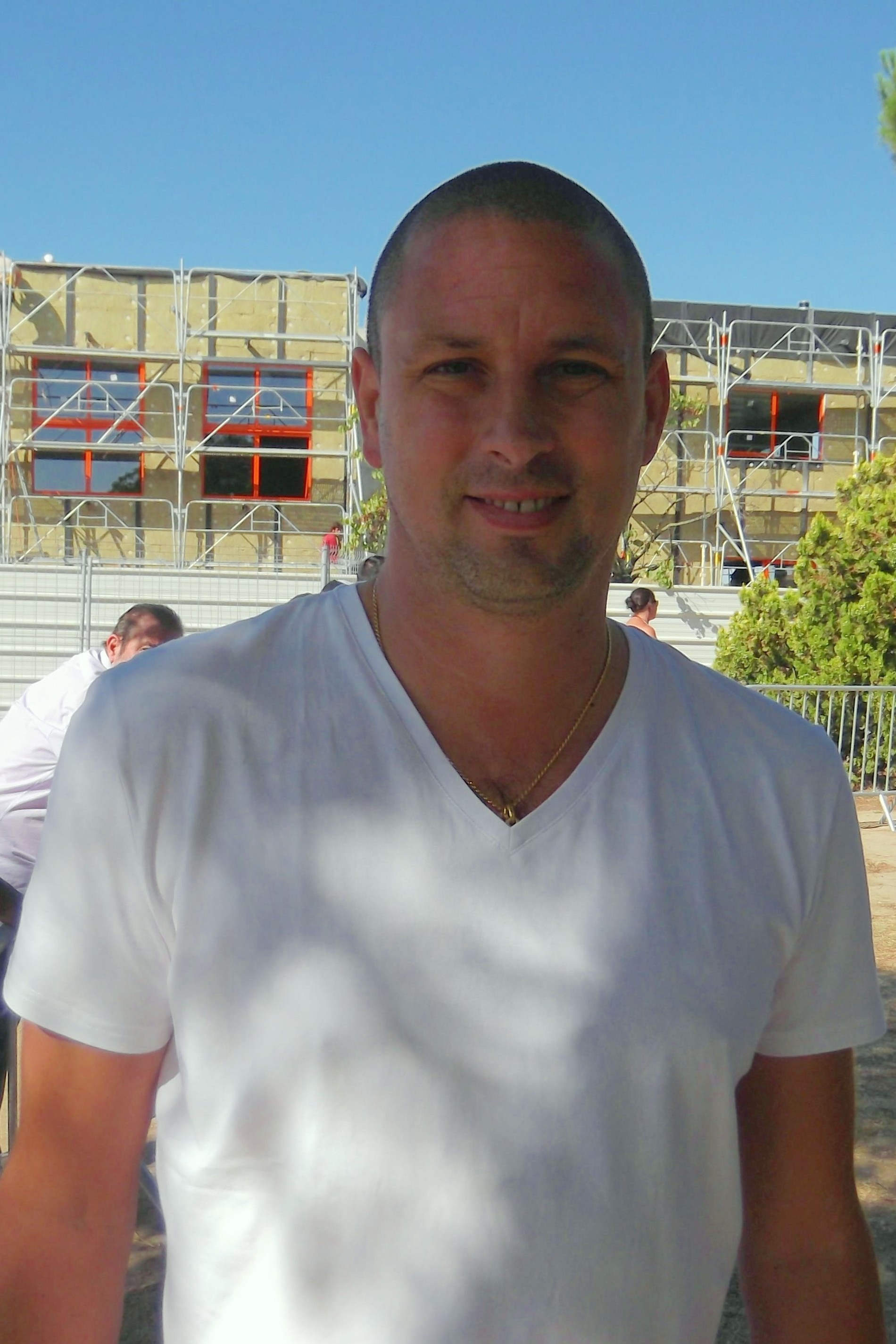
Bruno Carotti (middenvelder)
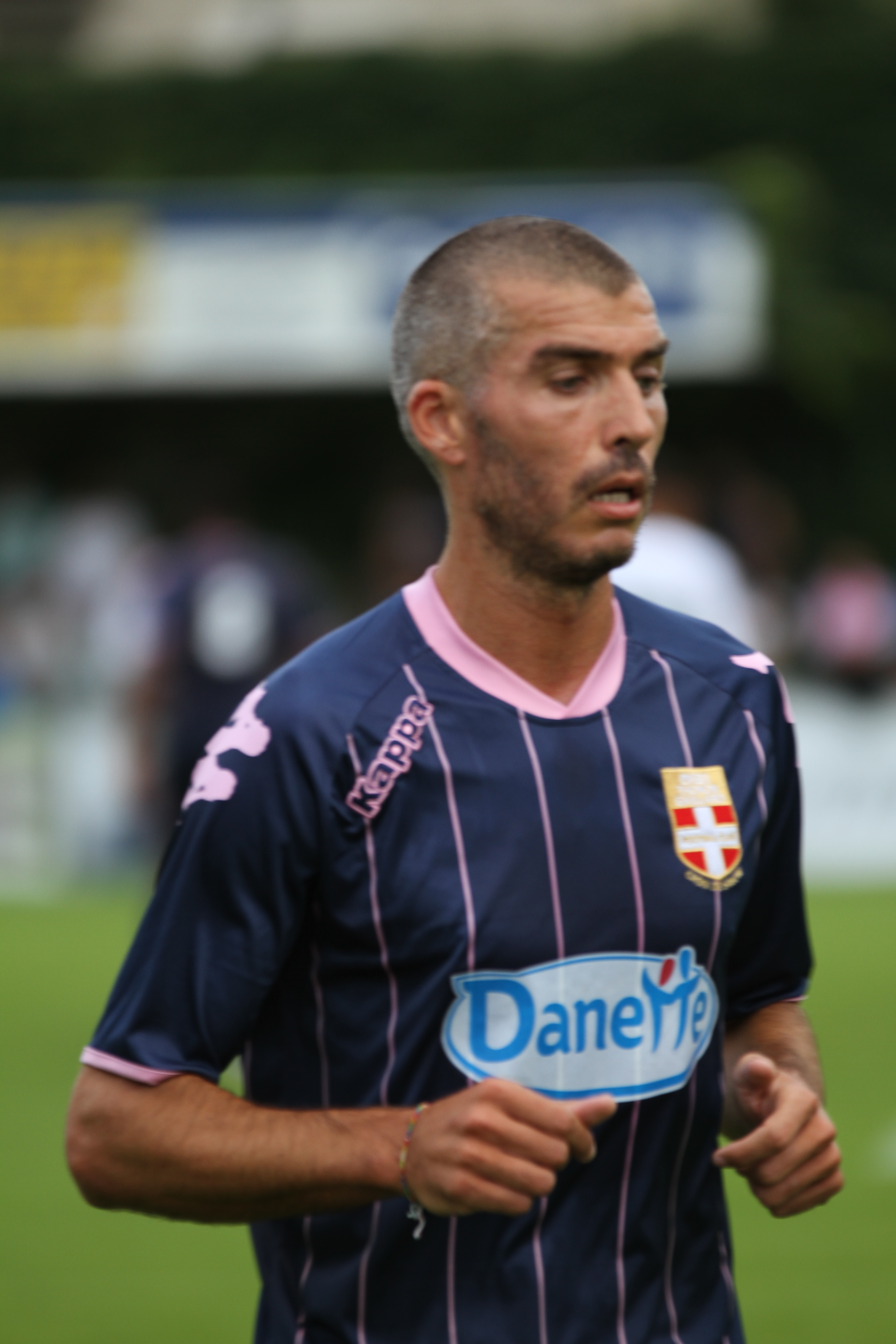
Jérôme Leroy (middenvelder)
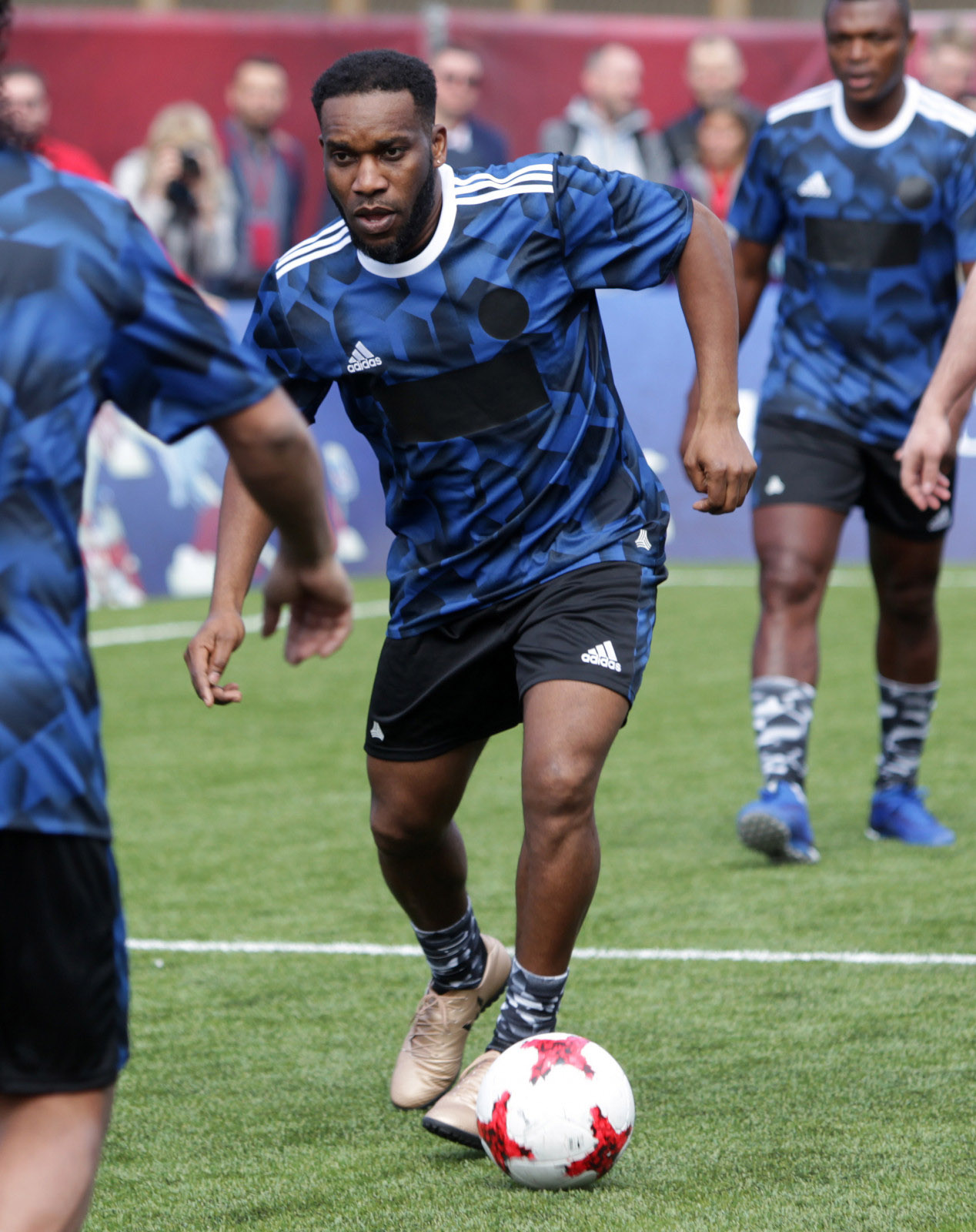
Jay-Jay Okocha (middenvelder)
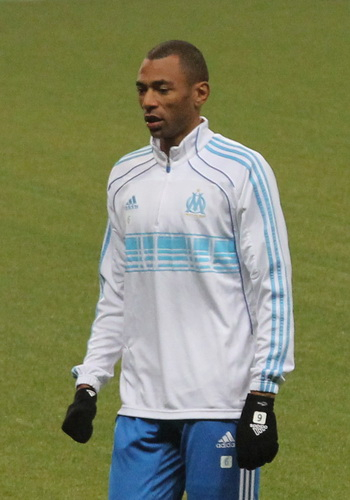
Édouard Cissé (middenvelder)
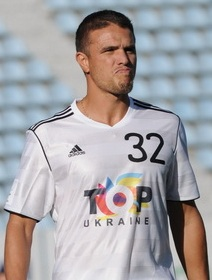
Laurent Robert (aanvaller)